# Herman Van Rompuy
Il Conte Herman Achille Van Rompuy (pronuncia olandese: [ˈɦɛɾmɑn vɑn ˈɾɔmpœy]; Etterbeek, 31 ottobre 1947) è un politico belga, presidente del Consiglio europeo dal 2009 al 2014.
Appartenente al partito dei Cristiano-Democratici e Fiamminghi (Christen-Democratisch en Vlaams, CD&V), nel Parlamento nazionale dal 1988, è stato ministro del Bilancio tra il 1993 e il 1999, ministro federale dell'agricoltura nel 1999, presidente della Camera dei rappresentanti tra il 2007 e il 2008 e primo ministro del Belgio tra il 2008 e il 2009.
Van Rompuy è stato il primo presidente del Consiglio europeo dopo l'entrata in vigore del trattato di Lisbona, vale a dire con un mandato stabile, dal 1º dicembre 2009 al 31 maggio 2012; ha assunto ufficialmente la carica il 1º gennaio 2010. Il 1º marzo 2012 il Consiglio europeo ha eletto all'unanimità Van Rompuy per un secondo mandato da presidente, dal 1º giugno 2012 al 30 novembre 2014.
Nel 2011 è stato nominato anche presidente del Vertice euro, carica a cui ci si riferisce informalmente come Mr. Euro.

## Biografia
Herman Van Rompuy è di famiglia fiamminga e di religione cattolica. Il padre, Vic Van Rompuy, è stato un economista e docente universitario.
Van Rompuy si è laureato in economia e in filosofia presso l'Università Cattolica di Lovanio.

## Carriera politica
Van Rompuy è stato Vice Presidente della Gioventù del CVP dal 1973 al 1975, e, dal 1978 in poi, membro dell'Ufficio Nazionale del CVP. Dal 1975 al 1980 ha fatto parte dei governi di Leo Tindemans e Gaston Geens.

### Presidente del CVP
Nel 1988, anno della sua prima elezione al Senato, Van Rompuy assunse la presidenza del CVP, che detenne fino al 1993. Ha ricoperto il ruolo di vice primo ministro e ministro del bilancio dal settembre 1993 al luglio 1999.
Dopo la sconfitta del suo partito alle elezioni politiche belghe del 1999, è divenuto membro della Camera dei rappresentanti. Nel 2004 è stato designato Ministro di Stato.

### Primo ministro del Belgio
Il 12 luglio 2007 Van Rompuy fu eletto presidente della Camera dei Rappresentanti. Si dimise dalla carica il 28 dicembre 2008, quando il re Alberto II gli affidò il mandato di formare un nuovo governo a seguito delle dimissioni del primo ministro Yves Leterme, travolto dall'accusa di aver fatto pressione sui giudici nell'inchiesta sul salvataggio della Banca Fortis. Due giorni dopo Van Rompuy ricevette la nomina ufficiale da parte del re.
Durante il suo mandato Van Rompuy si è impegnato in particolare per ricomporre i difficili rapporti interni tra fiamminghi e francofoni e per tutelare l'unità in un paese stravolto da lotte intestine e scandali bancari, nonché dalla pesantissima situazione della finanza pubblica dovuta all'elevato tasso di debito pubblico accumulato.
Il 25 novembre 2009, a seguito della sua designazione a presidente del Consiglio europeo, Van Rompuy rassegnò le dimissioni dall'incarico di primo ministro. Fu sostituito dal suo stesso predecessore Yves Leterme.

### Membro del Gruppo Bilderberg
Il 12 novembre 2009, Van Rompuy fu invitato dal Visconte Étienne Davignon, ad una cena a porte chiuse organizzata dal Gruppo Bilderberg presso il Castello di Val-Duchesse, la stessa location dove fu negoziato il Trattato di Roma del 1957 e dove si tenne la prima riunione della Commissione europea. Durante la cena Van Rompuy propose di introdurre nuove tasse ambientali per finanziare l'Unione europea in sostituzione dei contributi nazionali tagliati dai governi a causa della recessione.

### Presidente del Consiglio europeo

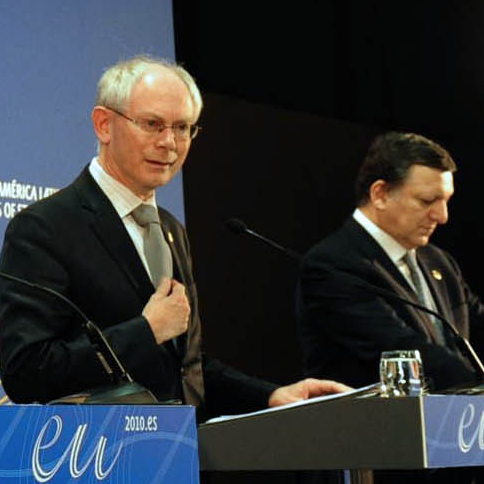
Van Rompuy in una conferenza stampa congiunta con José Manuel Barroso, il Presidente della Commissione europea, nel maggio 2010

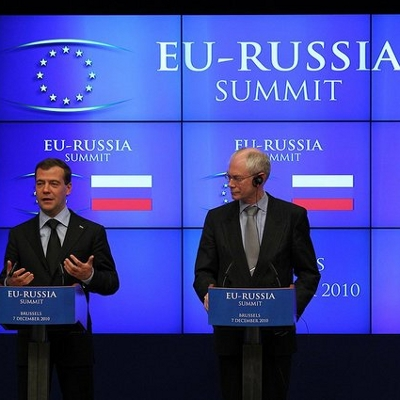
Van Rompuy con il presidente russo Dmitrij Medvedev

Il 19 novembre 2009 Van Rompuy fu scelto all'unanimità dal Consiglio europeo per essere il primo presidente permanente del Consiglio europeo. Entrò in carica il 1 ° dicembre 2009 (entrata in vigore del Trattato di Lisbona) per un mandato di 2 anni e mezzo. Nel marzo 2012 il Consiglio europeo ha scelto di confermare Van Rompuy per un secondo mandato di 2 anni e mezzo.

L'alternativa più quotata per la posizione era l'ex primo ministro britannico Tony Blair. Con la scelta di Van Rompuy, i capi di Stato e di governo dell'Unione europea privilegiarono una personalità di minore profilo internazionale, ma nota per le sue capacità di mediazione. Van Rompuy è stato infatti elogiato per le sue qualità di negoziatore e definito l'orologiaio dei compromessi impossibili. Descrisse il suo ruolo di presidente di un organo composto da 27 capi di Stato e di governo (e il compito di trovare un consenso tra loro) come quello "né di uno spettatore, né di un dittatore, ma di un facilitatore", e dichiarò:
La stampa turca criticò la nomina di Van Rompuy, poiché egli in passato aveva assunto una posizione contraria all'adesione della Turchia all'Unione europea.
Poco prima o durante i primi mesi della sua presidenza Van Rompuy ha visitato tutti gli Stati membri dell'UE. L'11 febbraio 2010 Van Rompuy organizzò una riunione informale dei capi di Stato e di governo dell'UE alla Biblioteca Solvay di Bruxelles, per discutere la direzione futura della politica economica della UE, il risultato della conferenza di Copenaghen e l'allora recente sisma di Haiti.
Di fatto, l'incontro fu incentrato sulla crescente crisi del debito sovrano (a quel tempo, della Grecia), che sarebbe diventato il marchio saliente del primo anno di Van Rompuy come presidente. Con gli stati membri che hanno assunto posizioni divergenti su questo tema, Van Rompuy ha dovuto trovare compromessi, non ultimo tra la Francia e la Germania, in successive riunioni del Consiglio europeo e dei vertici dei capi di Stato e di governo della zona euro, che hanno portato alla definizione dell'European Financial Stability Mechanism triennale e del Fondo europeo per la stabilità finanziaria nel maggio 2010 al fine di fornire prestiti a Grecia (e più tardi Irlanda) per contribuire a stabilizzare i costi dei prestiti, ma soggetti a condizioni rigorose.
Il Consiglio europeo gli ha inoltre affidato il compito di presiedere una Task Force sulla governance economica, composto di rappresentanti personali (per lo più ministri delle finanze) dei capi di governo, che ha terminato i lavori a ottobre 2010. La sua relazione, che ha proposto un maggiore coordinamento macro-economico all'interno dell'UE in generale e della zona euro in particolare, oltre ad un irrigidimento del patto di stabilità e di crescita, è stata approvata dal Consiglio europeo. Quest'ultimo l'ha anche incaricato di preparare, entro dicembre 2010, una proposta di limitata modifica ai trattati necessaria per consentire la stabilità del meccanismo di stabilità finanziaria. Il suo progetto - per un'aggiunta all'articolo 136 del TFUE, riguardo l'Eurozona - è stato approvato dal Consiglio europeo nella riunione di dicembre 2010.
Il suo primo anno è stato segnato anche dal ruolo di coordinamento delle posizioni europee sulla scena mondiale in occasione dei vertici del G8 e del G20 e vertici bilaterali, come il teso Vertice UE-Cina del 5 ottobre 2010.

#### Critiche

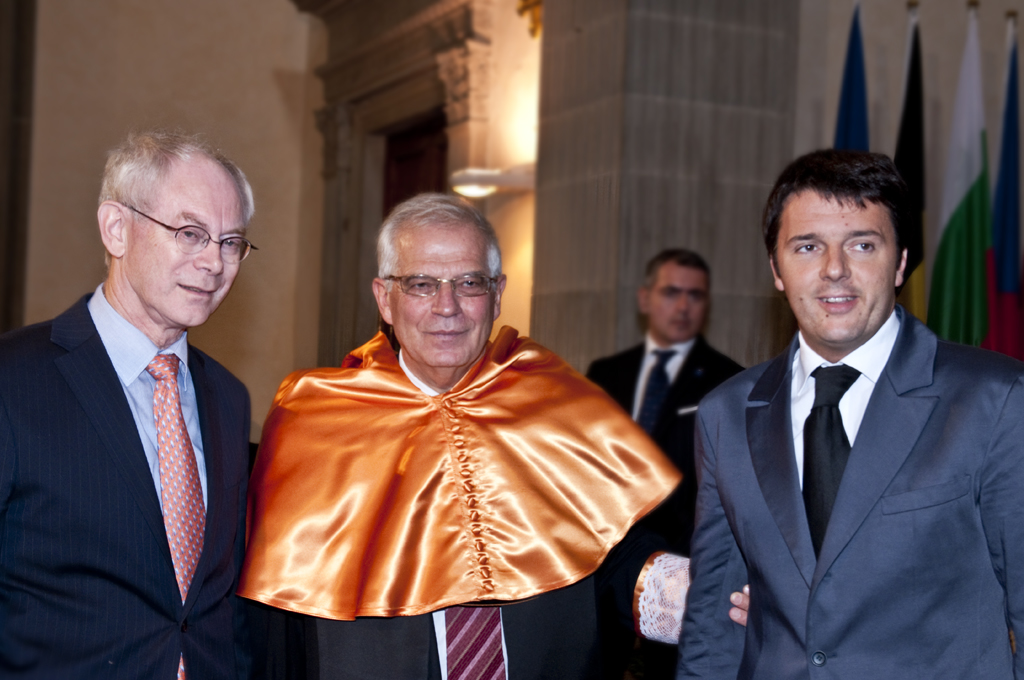
Van Rompuy, Josep Borrell e Matteo Renzi partecipano all'apertura ufficiale 2011-12 dell'Istituto universitario europeo

Nel febbraio 2011 Van Rompuy venne criticato da quasi tutti i gruppi politici al Parlamento europeo per il suo atteggiamento nei confronti dei governi tedesco e francese, ritenuto troppo debole e accondiscendente e incapace di assicurare un approccio comunitario e trasparente alle questioni di interesse comune.
In diversi interventi al Parlamento Europeo il deputato britannico euroscettico Nigel Farage ha più volte attaccato Van Rompuy, soprattutto con riferimento al deficit di legittimazione democratica collegato alla sua elezione. Farage definì in un intervento Van Rompuy come dotato del "charisma of a damp rag" (carisma di uno straccio bagnato) aggiungendo nello stesso intervento che lo considerava anche "competent, capable and dangerous" (competente, capace e pericoloso) e un "quiet assassin of European democracy and of European nation states" (assassino silenzioso della democrazia europea e degli stati nazionali europei).

### Presidente del Vertice euro
Durante la riunione dell'Ecofin del 22 ottobre 2011 venne definita la creazione di un nuovo organismo, il Vertice euro. Tale organismo raggruppa i paesi della zona euro. Lo scopo dell'organismo è garantire la "coerenza delle attività della zona euro e dell'Unione europea". Van Rompuy, come presidente del Consiglio europeo, è stato nominato presidente di tale organismo fino alla scadenza del suo attuale mandato. Il 6 dicembre 2011 si è pronunciato sulla possibilità di attuare la sospensione del diritto di voto per chi non rispetta i parametri di debito e deficit, e il mantenimento della “coerenza fra Ue ed Eurozona”, ma anche la trasformazione del fondo permanente salvastati (Esm) “in uno strumento finanziario dell'Eurozona”.

## Vita privata
Sposato con Geertrui, Van Rompuy è padre di quattro figli, tra cui Peter. Il fratello più giovane, Eric, appartiene anch'egli alla CD&V ed è stato ministro del governo fiammingo tra il 1995 e il 1999; sua sorella Tine, invece, è iscritta al Partito del Lavoro del Belgio.
Van Rompuy ama scrivere haiku, una forma di poesia breve giapponese., è appassionato di ornitologia., è un grande tifoso della squadra di calcio dell'Anderlecht. ed è solito ritirarsi in preghiera nell'Abbazia benedettina di Affligem, famosa anche per la produzione della birra.

## Onorificenze e premi

### Onorificenze belghe
- Ministro di Stato da Decreto Reale del 26 gennaio 2004[24]
- Creato Conte Van Rompuy da Decreto Reale dell'8 luglio 2015 di Re Filippo[25]

### Premi e riconoscimenti
- Premio Carlo Magno (29 maggio 2014)[28] (Germania)
- Premio Benelux-Europa (12 giugno 2010)[28] (Paesi Bassi)
- Premio alla leadership del Club del Belgio di Harvard (8 settembre 2010)[28] (Belgio)
- Collier du Mérite européen assegnato dalla European Merit Foundation (25 novembre 2010)[28][32] (Lussemburgo)
- Premio del Forum della Nuova Economia (10 dicembre 2010)[28] (Spagna)
- Medaglia d'oro dell'Accademia reale fiamminga del Belgio per le scienze e le arti (14 gennaio 2012)[28] (Belgio)
- Senatore onorario E Meritu et Honoris Causa del Movimento per gli Stati Uniti d'Europa – Centro d'azione per il federalismo europeo (AEF – BVSE), Anversa (5 febbraio 2012)[28] (Belgio)
- Premio Otto von der Gablentz (18 aprile 2012)[28] (Paesi Bassi)
- Premio Europeo Coudenhove-Kalergi (16 novembre 2012)[28] (Austria)
- Premio Michele de Gianni  (4 ottobre 2013)[28] (Belgio)
- Golden Business Centre Club Statuette Award, premiato al Gran Galà dei leader aziendali polacchi, Varsavia (25 gennaio 2014)[28] (Polonia)
- ESMT Premio Leadership Responsabile, assegnato dalla Scuola europea di gestione e tecnologia, Berlino, (3 luglio 2014)[28] (Germania)
- Premio Comenius (2 aprile 2016)[33] (Paesi Bassi)

### Cittadinanza onoraria
- Beersel, Belgio (13 maggio 2012)[28]
- De Haan, Belgio (7 luglio 2012)[28]
- Olen, Belgio (3 ottobre 2013)[28]
- Matsuyama, Giappone (18 novembre 2013)[28]
- Kortessem, Belgio (16 maggio 2014)[28]